# USS Mervine (DD-322)
Za druga plovila z istim imenom glejte USS Mervine.
USS Mervine (DD-322) je bil rušilec razreda Clemson v sestavi Vojne mornarice Združenih držav Amerike.
Rušilec je bil poimenovan po kontraadmiralu Williamu Mervinu.

## Zgodovina
V skladu s Londonskim sporazumom o pomorski razorožitvi je bil rušilec 4. junija 1930 izvzet iz aktivne službe in 3. novembra istega leta izbrisan iz seznama plovil Vojne mornarice ZA ter bil nato prodan kot staro železo.